# Zooland Records
 (mars 2018).
Si vous disposez d'ouvrages ou d'articles de référence ou si vous connaissez des sites web de qualité traitant du thème abordé ici, merci de compléter l'article en donnant les références utiles à sa vérifiabilité et en les liant à la section « Notes et références ».
Zooland Records est un label allemand de handsup, éditant des morceaux en vinyle. Créé par Manian (Manuel Reuter) et Yanou (Yann Peifer), il fut le premier label produisant exclusivement du handsup depuis que ce style existe. 
Ayant produit des artistes comme Cascada, Marco Juliano ou Manian, ce label constitue l'artère principale de la distribution et de rééditions de morceaux handsup.

## Artistes/DJs
- Andy Lopez (Andres Ballinas)
- Cascada (Manuel Reuter, Yann Pfeifer, Natalie Horler)
- Deepforces (Christian Blecha)
- DJ Manian (Manuel Reuter)
- Dan Winter (Daniel Winter)
- DJ Zorneus (Christophe Schaendel)
- Ic3m4n (Sascha Ebert)
- ItaloBrothers (Zacharias Adrian, Kristian Sandberg, Mathias Metten)
- Marco Juliano (Marco Stork)
- Pimp! Code (Robin Brandes)
- Rob Mayth (Robin Brandes)
- Tom Mountain (Thomas Klingenberg)
- Tune Up! (Manuel Reuter, Yann Pfeifer)

## Discographie
- ZOO001 Cascada - How Do You Do
- ZOO002 Cascada - How Do You Do (Remixes)
- ZOO003 Andy Lopez - Noche Del Amor
- ZOO004 Marco Juliano - I Wanna Be A Star
- ZOO005 Deepforces -Harder
- ZOO006 Tune Up! - Feel Fine / Have You Ever Been Mellow
- ZOO007 Cascada - A Neverendig Dream
- ZOO008 DJ Manian vs. Tune Up! - Rhythm & Drums / Bounce
- ZOO009 Cascada - Everytime We Touch (Album)
- ZOO010 Pimp! Code - Body Language EP
- ZOO011 Tom Mountain - Little Respect
- ZOO012 Zooland Italo EP Vol.1
- ZOO013 Cascada - Ready For Love EP
- ZOO014 Cascada - Remix EP
- ZOO015 Cerla vs. Manian - Jump!
- ZOO016 Yanou - King Of My Castle
- ZOO017 Kim Sozzi - Break Up
- ZOO018 Yanou - King Of My Castle (Remixes)
- ZOO019 Deepforces - Shokk EP
- ZOO020 Liz Kay - When Love Becomes A Lie
- ZOO021 Tune Up! & Friends - EP
- ZOO022 Eliess - Don't Stop Till You Get Enough
- ZOO023 Cascada - Truly Madly Deeply
- ZOO024 Comiccon - Komodo 2007
- ZOO025 Pimp! Code - Wicked Body Moves / Like A Rocket
- ZOO026 Liz Kay - Castles In The Sky
- ZOO027 ItaloBrothers - Counting Down The Days EP
- ZOO028 Dan Winter & Mayth - Dare Me
- ZOO029 Pimp! Code - You Know / Raise Your Head Up!
- ZOO030 Manian feat. Aila - Heaven (MP3-Release)
- ZOO031 Manian feat. Aila - Turn The Tide
- ZOO032 Cascada - What Hurts The Most
- ZOO033 Comiccon - Luvstruck
- ZOO034 Dan Winter - Carry Your Heart
- ZOO035 Cascada - What Do You Want From Me?
- ZOO036 Liz Kay - True Faith
- ZOO037 Manian - Hold Me Tonight
- ZOO038 Deepforces - Wake Up
- ZOO039 Ultrabeat - The Album EP
- ZOO040 Cascada - Because The Night
- ZOO041 Dan Winter - Get This Party Started
- ZOO042 Rob Mayth - Herz an Herz / Heart to Heart

## Zoo Groove (Label Electro / House du groupe)
- ZoGro 001 Bump - I'm Rushin
- ZoGro 002 Yanou feat. Liz - King of My Castle
- ZoGro 003 Yanou - The Sun Is Shining
- ZoGro 004 MYPD - You're Not Alone
- ZoGro 005 ZooGroove Remix Edition Vol. 1
- ZoGro 006 R.I.O. - Rio
- ZoGro 007 DJ Tom - Rock On
- ZoGro 008 Cascada - What Hurts the Most (House Remixes)
- ZoGro 009 Yanou feat. Mark Daviz - A Girl Like You
- ZoGro 010 Lowrider - Cool
- ZoGro 011 MYPD - Aint That Enough
- ZoGro 012 Dj Tom & Bump N' Grind - So Much Love To Give
- ZoGro 013 R.I.O. - Shine One
- ZoGro 014 Yanou - Children Of The Sun
- ZoGro 015 Stereo Palma - Dreaming
- ZoGro 016 Dave Darell - Children